# João Branković
João I, conhecido como João Branković (em servo-croata, Jovan Branković; 14??-1502), foi um rei da Sérvia como vassalo do Império Otomano entre 1493 e sua morte em 1502.
Nascido Jovan Branković, filho de Estêvão Branković, tornou-se rei quando seu irmão Jorge II abdicou.